# Гергьовден
Вижте пояснителната страница за други значения на Гергьовден.
Гергьовден (Гѐргювден, Гѐргевден, Гю̀рговден, Джу̀рджовдън) в България е комплекс от празници, чествани на 6 май.
Празнува се църковният празник на Свети Георги Победоносец (затова е и имен ден) и се провеждат свързани с култа към светеца фолклорни тържества и ритуали, обединявани под името Ден на овчаря. Едновременно (в различни времена и понастоящем – 2025 г.) и отчасти във връзка с другите – Денят на храбростта и празник на Българската армия – официален празник в Република България.

## Ден на храбростта и Българската армия
Денят на храбростта започва да се чества в Българската армия още с нейното създаване, като въоръжена сила на Третата българска държава. Официално учреден на 9 януари 1880 г. от княз Александър I Батенберг. По-рано, на 1 януари 1880 г., е учреден и военният орден За храброст – отличие, с което на празника се удостояват извършилите подвизи на бойното поле. Отделно от това, на тази дата (6 май), като професионален празник на военнослужещите от 1931 г. е утвърден и Празникът на Българската армия. Впоследствие двата празника се сливат в настоящия. Чрез укази издадени, между 1946 г. и 1951 г., комунистическото управление прекъсва традицията честванията да са на този ден и това остава така до 27 януари 1993 г., когато с постановление № 15 на Министерския съвет датата на общия армейски празник е възстановена. Междувременно на няколко пъти тя е местена, а различните му функции – разпределяни между няколко тържества през годината, като тези по повод избухването на Априлското въстание от 1876 г. Наред с Деня на храбростта и празника на Българската армия са учредявани и се празнуват и други военни празници.

## Църковен празник
Основна статия Свети Георги Победоносец
На този ден Българската православна църква чества паметта на Свети Георги Победоносец – мъченик за християнската вяра, традиционно възприеман като светец-войн и светец-покровител на различни военни съсловия и помощник във войните. Датата е определена в Новоюлианския календар, с разположението си според Грегорианското летоброене, около началото на 20.ти век, докато в страните, в които се е запазила традицията, свързана с Юлианския календар (например Обединеното кралство), датата обикновено е 23 април – денят, на който се смята, че е бил обезглавен по заповед на древноримския император Диоклециан, но понякога, с цел несъвпадение с празненствата по Великден, бива местена. Освен това на много места има и втора дата, свързана с установяването на култа към светеца на местна почва.
Тъй като Георги Победоносец е възприеман като светец и в исляма и поради близостта или общия произход с християнските общности, денят се празнува донякъде и от мюсюлманите.

## Имен ден
Гергьовден е имен ден само на хората с имената Георги и Гергана и е петият най-празнуван в България, след Цветница, Ивановден, Архангеловден и Стефановден, отбелязван от 235 243 души към 2017 г., според НСИ.

## Народен календар
В българския народен календар Гергьовден е сред основните празници през годината и често възприеман, като най-големият пролетен празник, по-почитан и от Великден. В редица народни песни се пее:
Хубав ден – Великден,
още по-хубав – Гергьовден.
Познат е и с местните названия Гергьо̀вден, Гѐргевден, Гю̀рговден, Гѐрги, Джу̀рджевдан (в традиционно християнските селища), както и Хъдърлез и Адрелѐс (сред предимно мюсюлманските общности). Празникът е календарно обвързан – празнува се на 6 май и се чества във всички територии, населени с българи. С него започва лятната половина на стопанската година, завършваща на Димитровден. Това разположение в празничния календар определя и изключително богатата му обредност, целяща осигуряването на здраве за хората и плодородие на нивите и животните и обхващаща всички области от стопанския и социален живот.
Изказвани са много хипотези за произхода на празника, с ред които, че е наследен от древните траки, че е старинен славянски празник, както и че произхожда от Азия и е свързан с обичаите на прабългарите.
Правени са много паралели между Гергьовден и неговите герои и символи и различни древни и по-късни вярвания и артефакти – например Свети Георги е оприличаван на Тракийския херос, а Рицарите на Кръглата маса – на него. По подобен начин празникът е изпитал различни културни влияния, в хода на многовековното си съществуване.
Свети Георги традиционно е схващан като повелител на пролетната влага и плодородието (за него се казва, че отключва изворите и влагата, – свързано с мита за победата му над ламята (или над змея), както и че обхожда и наглежда полята и посевите – изобщо се предполага, че той странства посмъртно и при случай се притичва на помощ), покровител на земеделците и най-вече – на овчарите и стадата им, поради което Гергьовден е определян и като Ден на пастира и е за него са особено характерни принасянията на курбан.

### Росата и водата
В нощта срещу празника (т.е. на 5 май или на 6 май, но в отрязъка, известен като „преди първи петли“) съществува традиция да се се посещава някое относително усамотено затревено пространство, където биха могли да пасат животни, и там да се влиза в контакт с утринната роса, наричан „къпане“. Обичайно практикуващите ритуала се търкалят в нея, често пъти – голи – с убеждението или надеждата, че това ще предизвика засилване на плодовитостта, предвид вярването, че тогава мястото е „повито с блага роса“. На някои места предпочитанието е към разходка с боси крака по тревата или към умиване на лицето и ръцете с роса; понякога росата също така се и пие. Смята се, че това спомага през годината да са здрави и да не ги боли кръстът (частта от тялото, между гръдния кош и таза). Къпят се в роса и безплодни жени за да станат плодовити. Друг свързан с росата обреден момент е събирането и носенето ѝ вкъщи. Вярва се, че събраната по Гергьовден роса има особена целебна сила.
Освен „къпането“ в роса се практикува и обредното къпане в реки и извори. В Чепеларе Южна България, след ходенето в росата, българите-мюсюлмани отиват на аязмото Св. Георги, където се измиват или се изкъпват., в реки и извори се къпят и в целия сред дял на Родопите, както и на различни други места като Тревненско, Казанлъшко. Съществува обичаят да се носи в къщи вода, налята при тези условия (на някои места тя се носи в пълно мълчание – т. нар. мълчана вода), с която се замесват обредни хлябове. Някъде (Разградско, Пловдивско) се вярва, че на този ден водата е толкова лековита и даваща сила, че дори мечките се къпят за първи път в годината на този ден, както съществува и поверие, че това е денят, на който се будят и стават от зимен сън. Повсеместно е вярването, че дъждът на Гергьовден (както и този на Спасовден) е особено плодоносен – „всяка капка носи жълтица“.

### Зеленината и обредите за плодородие
След къпането в росата, на връщане към домовете си (което може и да не бъде през нощта) хората берат свежи зелени растения (здравец, бук, коприва, люляк и др.), с които да окичат вратите и праговете на домовете, оборите и кошарите, слагат се на завивките на децата и на хомотите на добитъка, правят се венци и се слагат на главите на домашните животни. Ергените (неоженваните младежи) кичат със зеленина дворните врати на любимите си, а момите (неомъжваните момичета) вият китки и венци и ги слагат в косите си. В Кюстендилско момите берат „лепич“ (репей) и го слагат по дрехите си, за да се лепят момците по тях; момите-помакини от Чепеларско „търсят любовното биле делидилен“ и се закичват с него да са търсени (вид магия за любов). Пак в този смисъл, повсеместно е разпространен обичаят на Гергьовден да се правят люлки. Той е те да се връзват на високо разлистено дърво и жените да бъдат люляни от мъжете, в съпровод на песни и диалози, имащи скрита брачно-сексуална насоченост. Освен люлеенето, почти из цялата българска етнична територия, на разлистени дървета се окачат кантари, на които хората се теглят (да измерват тежестта си), вярвайки, че това е един от начините да бъдат здрави и жизнени през годината.
Вярва се още, че както на Еньовден, така и рано сутринта на Гергьовден билките имат особена целебна сила и затова се берат и билки. Практикуват се и магии за „обиране“ на плодородието от чуждите имоти (т.е. привличане на късмет, що се отнася до реколтата) и затова в нощта срещу празника магьосниците (мамници и баячки) правят своите магии за „превземане“ на чуждото плодородие – „мамят“ плодовете на нивите и млякото и плодовитостта на живата стока (добитъка). За да се предпазят от това, на някои места в България гледат да убият змия в деня преди Гергьовден и на самия ден пръскат мляко през устата ѝ. Както убиването на змии, така и манипулациите от този род с труповете им са или могат да бъдат не само незаконни, но и изключително опасни поради вероятността от ухапване или отравяне (включително и защото дори когато змията е мъртва, челюстта ѝ има рефлекс за ухапване и може да съдържа отрова или да предизвика сериозни инфекции). Смята се също, че този ден е един от най-подходящите дни в годината за т. нар. „сваляне и издояване“ на месечината от магьосниците, т.е. преобразяването ѝ в крава и и сдобиването с млякото ѝ за вършене на вълшебства.
На този ден стопаните вземат първото червено яйце, боядисано на Велики четвъртък, обикалят с него нивата и го заравят в средата ѝ, като вярват, че по този магически начин ще стимулират раждаемостта ѝ. Това се прави и при оборите и кошарите. Другаде пазят слама от трапезата на Бъдни вечер и я разхвърлят из имота или я палят на високи места из землището на селището, за да не пада гръм и да не вали градушка. На съдовете, в които доят овцете, се слагат здравец, босилек и други зелени билки или се забождат раззеленени клони в средата на имота.

### Обреди около животните и жертвеното агне
Според народните представи Свети Георги, освен покровител на земеделците (което се предпоставя от името му, значещо на гръцки „земеделец“), е и най-могъщият покровител на стадата, затова голяма част от обредните практики и обичаите, изпълнявани на празника му, имат за цел да осигурят здравето и плодовитостта им. На Гергьовден рано сутринта се извършва ритуалното извеждане на животните на първа зелена паша (на по̀пас), като стадото се подкарва със зелена, т.е. млада пръчка. В някои случаи овчарите гърмят с пушки край стадото, за да изгонят злите духове.
На този ден се прави и първото обредно доене на овцете. Овчарите отварят вратата на кошарата и която овца излезе първа, украсяват главата ѝ с предварително подготвен венец и я издояват (другаде се дои първата оягнила се овца). Ведрото, в което се дои овцата, е украсено също с венци или различни зелени растения и пресукани бял и червен конец (мартеница, но предполагаемо допълнително изработена, тъй като връзваните около 1 март, според обичая би следвало да са вече навързани по дърветата – след виждане или чуване на признак за идването на пролетта, като долетял щъркел, гнездяща лястовица или кукаща кукувица, както и разцъфнала в топло време клонка). По същия начин са украсени и вратата на кошарата, както и самата кошара. Млякото на първата овца се издоява през сребърен пръстен, кравайче, венец, а понякога и през речен „гергьовски камък“, – с естествен отвор. Първите капки мляко се изливат на земята (възлияние) или върху яйце (не рядко червено), което после се заравя в земята, което се явява комбинация, от по-безобиден порядък, на магиите, извършвани върху змийски останки и запазените великденски яйца и е възможно да е по-ранната им форма, неповлияна от легендите за убийства на дракони и по-близка до анимистичните религии. Широко разпространен е обичаят на този ден овцете да се захранят с обреден хляб, приготвен от жените. Също така на Гергьовден става първото вкусване на мляко и млечни продукти през годината.
Разпространен из цялата българска етнична територия е обичаят на Гергьовден да се коли агне (наричано поради това „гергьовско агне“). В миналото, поне в по-богати крайща и в епохи на по-значително благоденствие, се е очаквало курбаните да са повсеместни защото:
| „ | ... къща или задруга, дето не се заколи агне на този ден, считала се вън от вярата, вън от селото. | “ |
| Димитър Маринов, Народна вяра и религиозни народни обичаи. София, Второ фототипно издание, стр. 605. | |   |

Изборът на жертвеното животно е различен – някъде това е първото родено агне през годината, другаде – агнето на първата излязла от кошарата овца. Може да се взема предвид и полът (първото мъжко) или цветът (първото бяло) на животното. Преди да се заколи, то също се окичва с венец или цветя, захранва се със свежа зеленина, трици и сол (на някои места – и с обреден хляб) и се запойва с вода; някъде го прекадяват с тамян или свещеник му чете молитва (в смисъл – да бъде добре приета жертва). От солта и хляба, с които е захранено, дават и на другите домашни животни (невинаги препоръчително от диетична гледна точка).
В миналото агнето обикновено се е колело вътре в къщата, – при огнището, – като се е гледало кръвта му да опръска стената, вероятно с оглед напомнянето на обстоятелствата при които се предполага, че е загинал патронът на празника – с отрязана от римляните глава пред стените на Никомедия. На някои места според дебелината на кървавите бразди се гадаело плодородна ли ще е годината или не. Според традиционните представи, ако след заколването се взиме от кръвта и с нея се мажат децата по челото и бузите, те ще да бъдат здрави през годината. С оглед благосъстоянието на дома – подобно за праговете на вратите и ъглите на стаите. Останалата след такива и подобни действия кръв се събира в съд (в който също има зеленина) и се заравя в почвата на „чисто място“ (в смисъл – далеч от бунище, капчук и сходни места), където не се стъпва. На някои места в Южна България агнето се коли под плодни дървета и се следи кръвта да попие в земята. В Западна България агнето се коли при река, а кръвта му следва да изтича във водата (или, – ако е заколено в къщи, – кръвта му се отнася и се хвърля в реката). По тези места, след празника костите на жертвеното агне също се хвърлят в течаща вода („да тече млякото като вода“), заравят се в нивата или в мравуняк („да се въдят овцете като мравки“). От тях някъде запазват кокалчето от предния десен крак, което използват на следващата година при украсата на обредните гергьовденски хлябове, както и предната плешка – за да лекуват с нея децата от уроки. В Родопите по тази кост се гадае за плодородието през годината и за съдбата на стопанина.
Обикновено агнето се пече цяло и на шиш. Често след изпичането се носи в църква, за да се освети (да се придаде святост на жертвата), а когато се пече на общоселската трапеза, свещеникът или стопанинът го прекадяват на място.

### Празничната трапеза
Трапезата обикновено е общоселска или въобще – групова. Прави се извън селището или на открито място, някъде на зеленина, за предпочитане край някое култово място – оброчище, параклис или манастир. Трапезата също се подлага по традиция, на ритуално освещаване, след което там се носят опечените агнета, обредните хлябове, прясно издоеното мляко и подсиреното от него сирене, квасено мляко и подобни храни. На този ден за първи път през годината се яде пресен чесън, който задължително присъства на трапезата.
Край празничната трапеза отново се изпълняват обредни практики, свързани както с плодородието, така и с брачна насоченост (което също се предполага, че ще доведе до по-голяма раждаемост). В някои райони на Източна България младите булки в началото стоят прави край трапезата, „за да стават високи копите“ (за да има повече жито и съответно – повече слама), а после хукват да бягат, замеряни, за плодородие, от децата с трохи хляб. С подобни мотиви, на места с бучки сирене са замеряни и младоженците. На Гергьовден, когато това е част от премяната ѝ, край трапезата, кумът ритуално събува сватбените чорапи на младоженката и сваля връхната ѝ сватбена дреха, като я забражда с женска забрадка, вместо носената дотогава булчинска.
Характерни за тази част от празника са така наречените гергьовденски хора̀. Тези танци се играят се обикновено на песни с религиозно-митичен характер и такива, свързани с мотивите за Свети Георги Победоносец – обикалящ полето, побеждаващ чудовището и даващ достъп до изворите и влагата. Веселието е задължително по време на целия празник.